# 71e division d'infanterie (États-Unis)
Pour les articles homonymes, voir 71e division d'infanterie.
La 71e division d'infanterie (71st Infantry Division) est une division de l'US Army créée à l'occasion de la Seconde Guerre mondiale.

## Histoire
- Activation : 17 juillet 1943 ;
- Départ des États-Unis : 26 janvier 1945 ;
- Jours de combat : 62 ;
- Retour aux États-Unis : 10 mars 1946 ;
- Désactivation : 12 mars 1946.

La division est créée en tant que division d'infanterie légère avec un format réduit par rapport aux divisions classiques, puisqu'elle ne comporte que 9 000 hommes. Elle est d'abord soumise à un entraînement spécialisé sur le combat dans la jungle montagneuse puisqu'elle est destinée à combattre sur le front pacifique. Elle incorpore notamment le 14e régiment d'infanterie, une unité de l'armée d'active longtemps positionnée à Panama et qui connaît bien les spécificités du combat dans la jungle. Après un exercice destiné à tester l'efficacité potentielle de ce modèle d'unité, il est estimé que de telles divisions ne disposent pas de ressources nécessaires pour être efficaces au combat. La 71e division est alors transformée pour devenir une division d'infanterie classique.
Elle arrive tardivement au front puisqu'elle débarque au Havre le 6 février 1945. Elle relève la 100e division d'infanterie à Ratzwiller et connaît ses premiers combats le 11 mars. À partir du 15 mars, elle repousse les Allemands hors de France pour ensuite s'attaquer à la ligne Siegfried. Elle prend Pirmasens le 21 mars et franchit le Rhin le 30 mars. Par la suite, elle s'empare de Cobourg le 13 avril sans rencontrer de résistance, ce qui lui permet de couper l'autoroute entre Berlin et Munich. Elle fait face à bien plus de résistance dans sa prise de Bayreuth le 16 avril avant de prendre Rosenberg et de franchir le Danube le 26 avril. Ratisbonne tombe le lendemain avant Straubing le 28 avril. La division ne rencontre alors presque plus d'opposition jusqu'à la fin de la guerre, traversant l'Isar le 29 avril et pénétrant en Autriche le 2 mai. Là, elle libère le camp de Gunskirchen, une composante du camp de concentration de Mauthausen. Elle rencontre l'Armée rouge à l'est de Linz le 8 mai, ce qui fait d'elle l'unité américaine à avoir été le plus à l'est lors de la campagne en Europe. Après avoir rempli des missions d'occupation, elle est désactivée en mars 1946.
Elle est brièvement recréée entre 1954 et 1956, stationnant alors en Alaska.

## Commandants de la division
Cinq généraux se sont succédé à la tête de l'unité :
- Brigadier General Robert L. Spragins (juillet 1943 - octobre 1944) ;
- Major General Eugene M. Landrum (octobre - novembre 1944) ;
- Major General Willard G. Wyman (novembre 1944 - 16 août 1945) ;
- Brigadier General Onslow S. Rolfe (17 août 1945 - 10 octobre 1945) ;
- Major General Arthur A. White (octobre 1945 - février 1946).

## Liens web
- (en) « Chronique des combats de la division », US Army Center of Military History (consulté le 10 mai 2016)